# Pseudaleyrodes depressus
Pseudaleyrodes depressus es un hemíptero de la familia Aleyrodidae, con una subfamilia: Aleyrodinae.
Pseudaleyrodes depressus fue descrita científicamente por primera vez por Hempel en 1922.